# Cybaeodamus scottae
Cybaeodamus scottae là một loài nhện trong họ Zodariidae.
Loài này thuộc chi Cybaeodamus. Cybaeodamus scottae được Cândido Firmino de Mello-Leitão miêu tả năm 1941.